# ブリットン・ヒル
ブリットン・ヒル（英語：Britton Hill）は、アメリカ合衆国フロリダ州ウォルトン郡北部に位置するフロリダ州最高地点である丘である。頂上標高は345フィート (105 m)である。ブリットン・ヒルは、アメリカ合衆国の最も低い州の最高地点であり、次に低い最高地点であるデラウェア州のエブライト・アジマスよりも103フィート (31 m)低く、マイアミやフロリダ州の他の都市部の多くの高層ビルよりもはるかに低い。

ブリットン・ヒルとレイクウッドパークのパノラマビュー

丘は郡道285号のすぐそばにあり、アラバマ州フローララから2 miles (3.2 km)南東にある。レイクウッドパークと呼ばれる小さな公園には、最高地点を示す記念碑と案内板が設けられている。

## ギャラリー

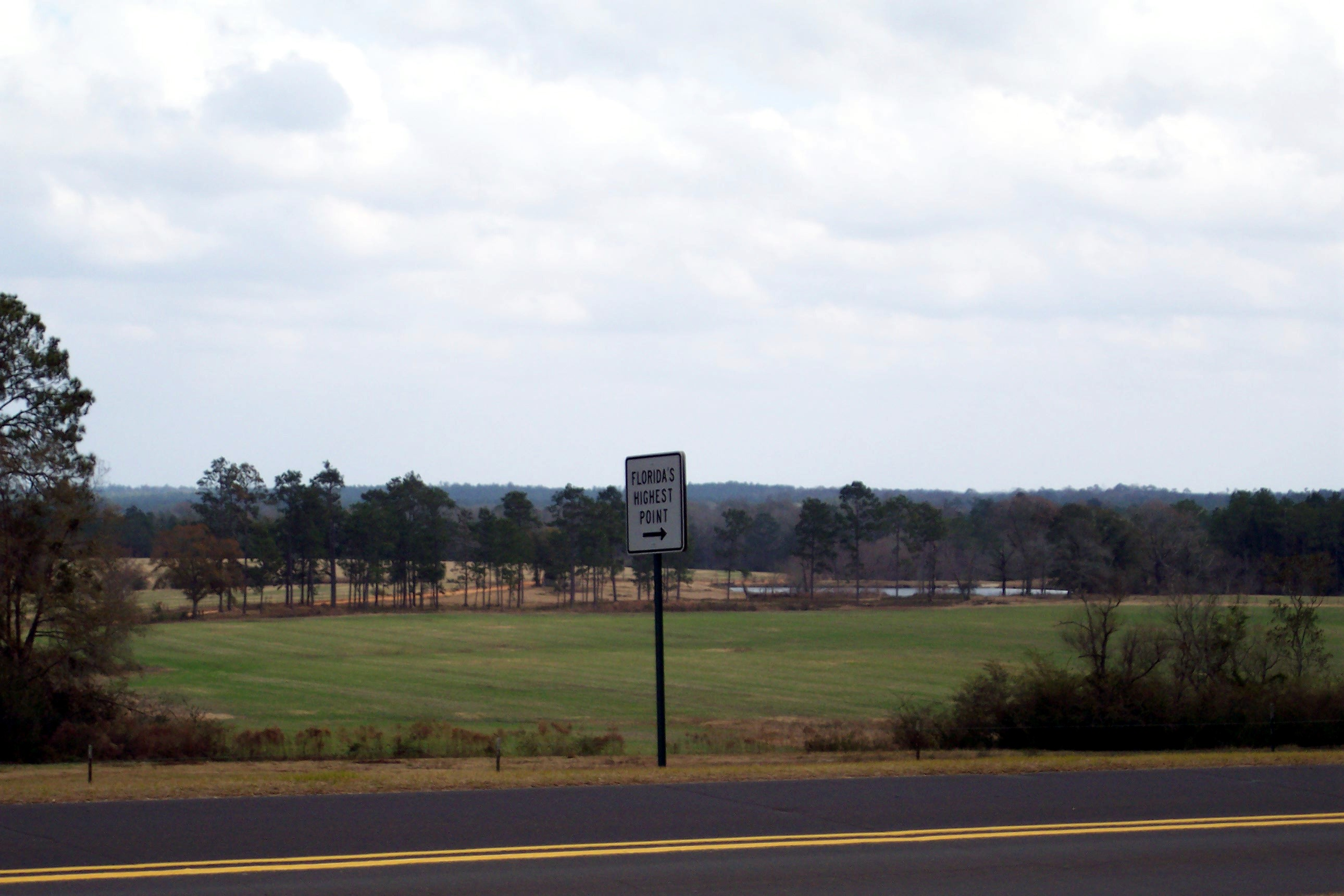
丘周辺の田園地帯の眺め
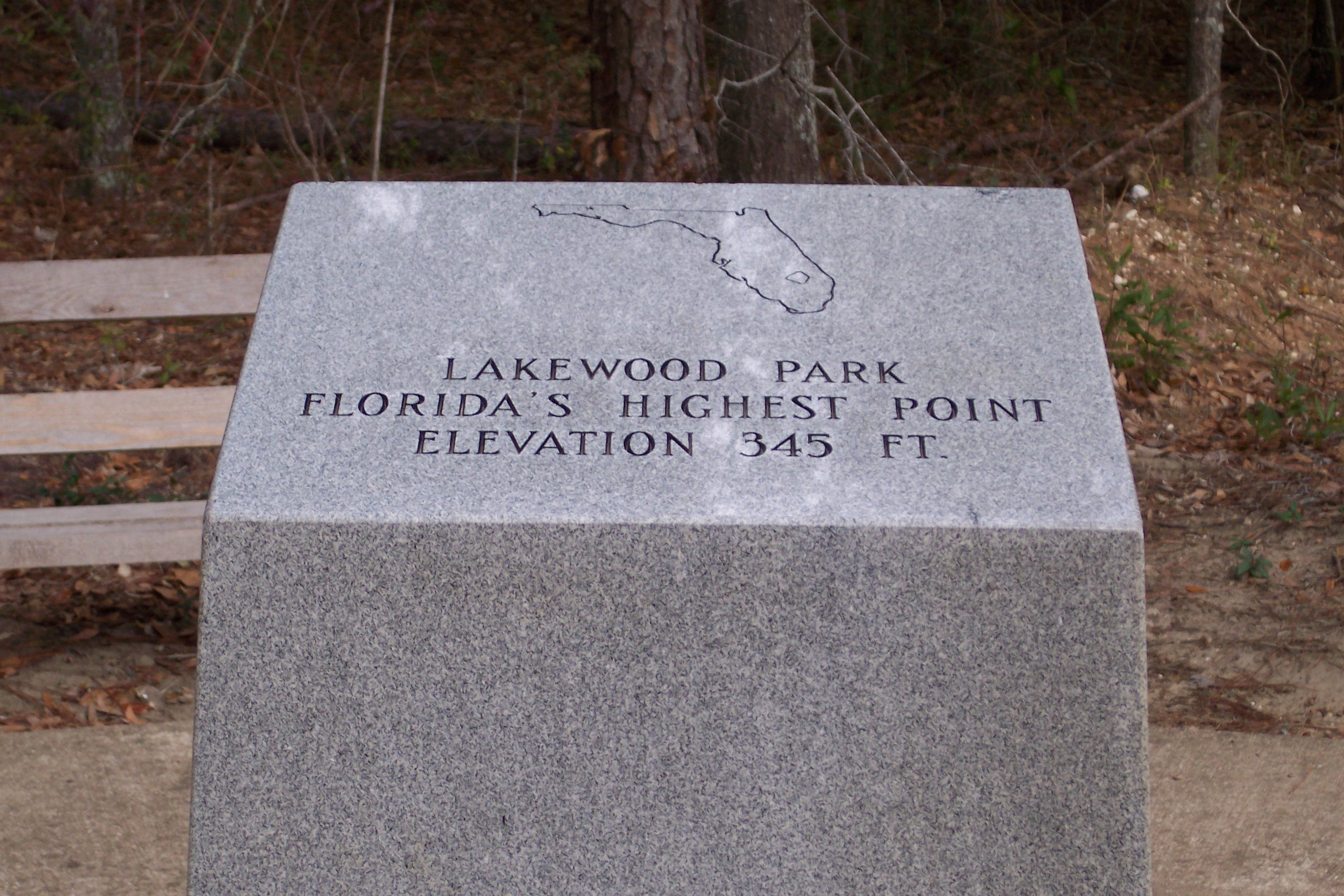
丘の上にある最高地点を記す記念碑